# 基亚里
基亚里（義大利語：Chiari），是意大利布雷西亚省的一个市镇。总面积38平方公里，人口18597人，人口密度489.4人/平方公里（2009年）。国家统计（ISTAT）代码为017052。

## 友好城市
- 義大利瓦尔马德雷拉（2009年起）
- 西班牙阿尔赫梅西（2014年起）

## 知名人物
- 伦托·戈菲（1923年—2008年），诗人、文学评论家和记者